# Бельовське князівство
Бельовське князівство або Білевське князівство — одне з удільних князівств Чернігово-Сіверської землі з центром у Бельові. Утворилося внаслідок розпаду Новосильського князівства. Відносилося до Верховських князівств. Обіймала землі у верхів'ях річки Оки (нині територія Тульської області Російської Федерації). 1558 року приєднано до Московського царства.

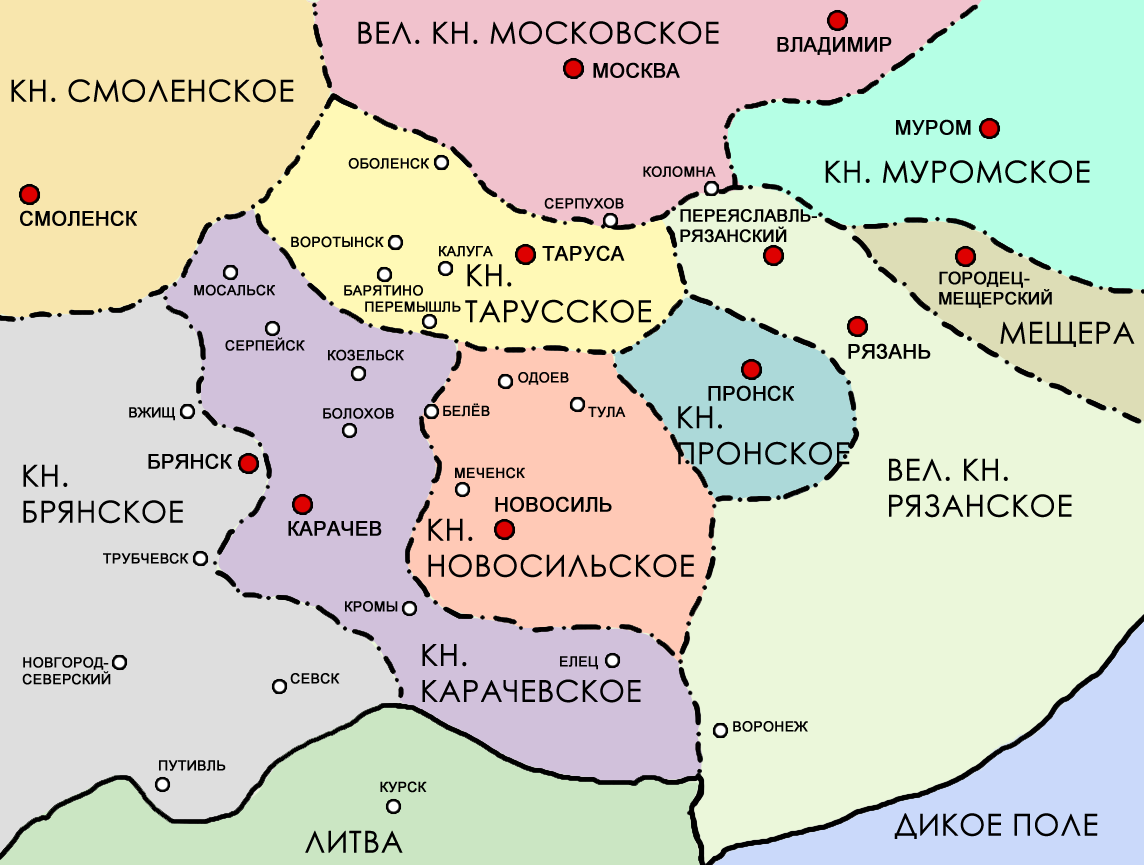
Мапа Верховських князівств

## Історія
Приблизно в 1390-х роках Бельов як уділ було виділено Романом Семеновичем, князем Новосильським і Одоєвським для свого сина Василя. Останній помер ще за життя батька (до 1402 року). Його син Михайло успадкував Бельовський уділ. 1437 року князівство стало місцем битви між московським військами та казанськими татарами, в якій останні здобули перемогу, сплюндрувавши князівство.
Онуки Василя Білевського — Федір та Василь Михайловичі — разом керували Бельовським князівством у 1459 році, маневруючи між Великим князівством Литовським і Великим князівством Московським. Федір Михайлович загинув в бою з татарами, після чого Василь став одноосібним князем.
Іван Васильович Білевський наприкінці 1489 року перейшов на московську службу, зберігаючи свою частку в князівстві. Свої частки у зберігали також його брати Андрій та Василь. Перший у 1490 році перейшов було на московську службу, але відразу ж вернувся в Литву. Наступного року він остаточно став московським васалом, що було визнано угодою 1494 року між Литвою і Москвою. Князь Василь Васильович присягнув Москві в 1492 році. Частки Андрія і Василя Васильовичів, які не мали прямих спадкоємців, за новою московською традицією успадкування, перейшли до великого князя Московського. Частку Івана Васильовича успадкував його молодший син Іван, оскільки старший Семен помер у дитинстві.
У 1555 році князівство фактично перейшло під управління великого князя. У 1558 році після смерті князя Івана Івановича Бельовського його володіння остаточно приєднано до Московського царства. Втім того ж року Бельовське князівство передано князю Дмитру Вишневецькому. 1561 року остаточно ліквідовано як уділ.